# 定日县
定日县（藏語：དིང་རི་རྫོང་།，威利转写：ding ri rdzong，藏语拼音：Tingri Zong）是中华人民共和国西藏自治区日喀则市下属的一个县。藏语中意思是“定声小山”。常住总人口約6万人，县人民政府駐协格尔镇。
珠穆朗玛峰在定日县境内，东坡属曲当乡，西坡属扎西宗乡。
2025年1月7日，定日县发生地震。

## 行政区划
定日县下辖2个镇、11个乡：
协格尔镇、岗嘎镇、扎西宗乡、绒辖乡、曲当乡、措果乡、曲洛乡、长所乡、尼辖乡、扎果乡、克玛乡、盆吉乡和加措乡。

## 人口
2020年末，定日縣總人口61785人，是西藏人口最多的邊境大縣。定日縣是一個以藏族為主體，漢、滿、回族、洛巴等民族共同居住的區域。藏族人口占99.9%。

## 参见

卡达地区周边草图

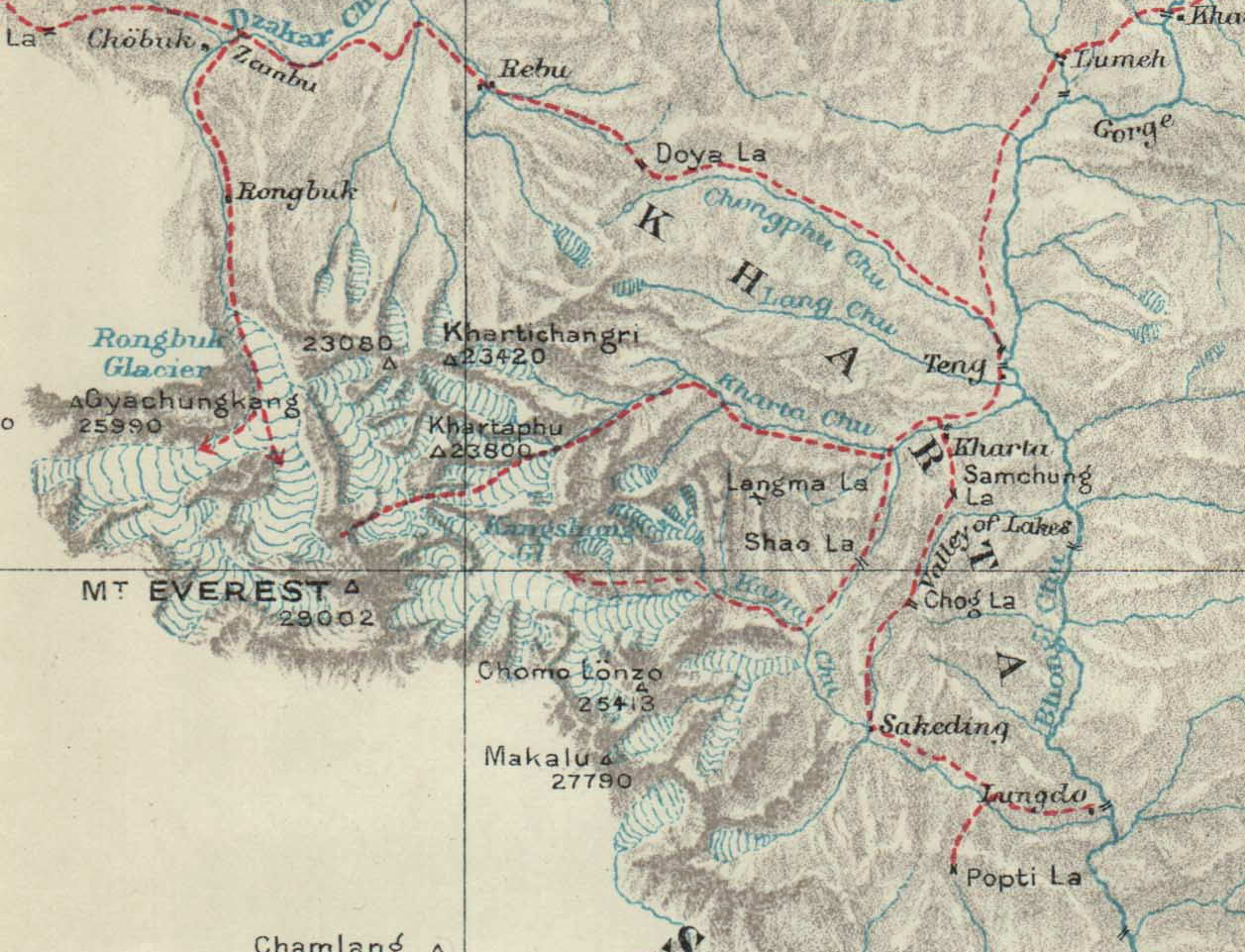
西藏卡达地区到达拉巴拉山坳, 1921年英国珠穆朗玛峰侦察探险队路线

## 交通
- 219国道、 318国道、 695国道过境。